# Конкурс красоты
Ко́нкурс красоты́ — конкурс (соревнование), в котором определяется самая красивая личность. Зачастую в таких конкурсах делегатам требуется проявить различные таланты, интеллект или ораторское искусство.

## История
Первым «конкурсом красоты» называют мифическое состязание трёх богинь Геры, Афины и Афродиты. Судьёй они выбрали Париса (человека), который и отдал главный приз — яблоко и звание Прекраснейшей — Афродите. Сохранились косвенные подтверждения того, что в древней Трое выбирали самую красивую девушку Илиона. В жюри входили певцы, скульпторы, ораторы и воины.
Наиболее давние документально подтверждённые конкурсы красоты прошли в Коринфе в VII веке до н. э., где правил тиран Кипсел, который учредил праздник в честь богини Деметры Элевсинской. Первой победительницей была его жена — Геродика. Женщин принимавших участие в конкурсе называли хрисофорами — златоносицы. Грекам начинание понравилось, подобные конкурсы проходили в городе Афины, а после постоянно и повсеместно. Особенно популярны были состязания на острове Лесбос в Эгейском море.
В Древнем Вавилоне после конкурса красоты победительнице присваивалось не только звание красивой, ей назначалась цена: имя девушки выкрикивали, а мужчины выкрикивали цену. Именно за эти деньги, назначенные в результате конкурса, и можно было впоследствии купить эту девушку у семьи для того, чтобы на ней жениться.
В древнем Китае, а также и у инков и у малайцев были созданы специальные правила выбора красавицы. Выбрав победительницу, её в торжественной обстановке приносили в жертву кровавому божеству или духу.
В гаремах Османской империи развлекались, выбирая самую красивую одалиску.
Племена Австралии и островов Тихого океана до XX века проводили конкурсы: незамужние внешне привлекательные девушки соревновались обнажёнными. На победительнице женился «первый парень на деревне».
В Уганде проводились конкурсы красоты, причём на лицо особенно никто не смотрел. Выбирали обладательницу самой красивой попы. Некоторые победительницы действительно обладали настолько весомыми достоинствами, что не могли вставать без посторонней помощи.
В России долгое время царю жену избирали в результате конкурса, для которого присматривали девушек со всей страны. При этом положение и достаток значения не имели — только красота и здоровье.

### Первый всемирный конкурс красоты
19 сентября 1888 года в бельгийском курортном городке Спа состоялся финал первого всемирного смотра красавиц. В частном пансионе были размещены 21 барышня из числа 350 кандидаток, приславших свои фото на этот конкурс. Исключительно мужское жюри «осматривало» всех претенденток на самый громкий титул современности за закрытыми дверями. После собеседования со всеми юными особами победительницей была провозглашена 18-летняя Берта Сукаре (фр. Bertha Soucaret) из Гваделупы, которая и получила главный приз в 5000 франков — корону королевы красоты изобрели чуть позже.

### Первый регулярный конкурс
Ежегодные состязания самых красивых девушек из различных стран мира были организованы в 1926 году в США. Именно там сложился формат: предварительное интервью участниц — дефиле мод на подиуме перед публикой — фотосессия для прессы — финальный смотр в купальных костюмах — коронация. Экономический кризис в Америке заставил организаторов перенести конкурс в Бельгию, где его провели дважды (в 1932 и 1935 годах). Победительницу довоенного соревнования красавиц также именовали «Мисс Вселенная».

## Самые престижные международные конкурсы современности
Высшей категории
- Мисс Мира (с 1951 года)
- Мисс Вселенная (с 1952 года)
- Мисс Интернешнл (с 1960 года)
- Мисс Земля (с 2001 года)

Первой категории
- Мисс Супранешнл (с 2009 года)
- Мисс Гранд Интернешнл (с 2013 года)
- Мисс Интерконтиненталь (с 1971 года)
- Top Model of the World (с 1993 года)

Региональные конкурсы
- Мисс Европа (c 1928 по 2006 и с 2016 года)
- Мисс Азия (c 1968 по 2005 и с 2011 года)
- Самая красивая итальянка в мире (Miss Italia nel Mondo) (c 1991 года)
- Испано-Американская Королева Красоты (с 1991 года)

Конкурсы для замужних дам
- Миссис мира (с 1985 года)
- Миссис Глоуб (с 1996 года)
- Миссис Вселенная (с 2007 года)
- Миссис Топ Интернешнл (с 2018 года)

## Короны
- Мисс Мира
- Мисс Вселенная
- Мисс Земля
- Мисс Супранешнл
- Мисс Гранд